# Stand Up, Virgin Soldiers
Stand Up, Virgin Soldiers è un film del 1977 diretto da Norman Cohen e basato sull'omonimo romanzo di Leslie Thomas.